# Dacia Lodgy
Dacia Lodgy – samochód osobowy typu minivan klasy kompaktowej produkowany pod rumuńską marką Dacia w latach 2012 – 2022.

## Historia i opis modelu

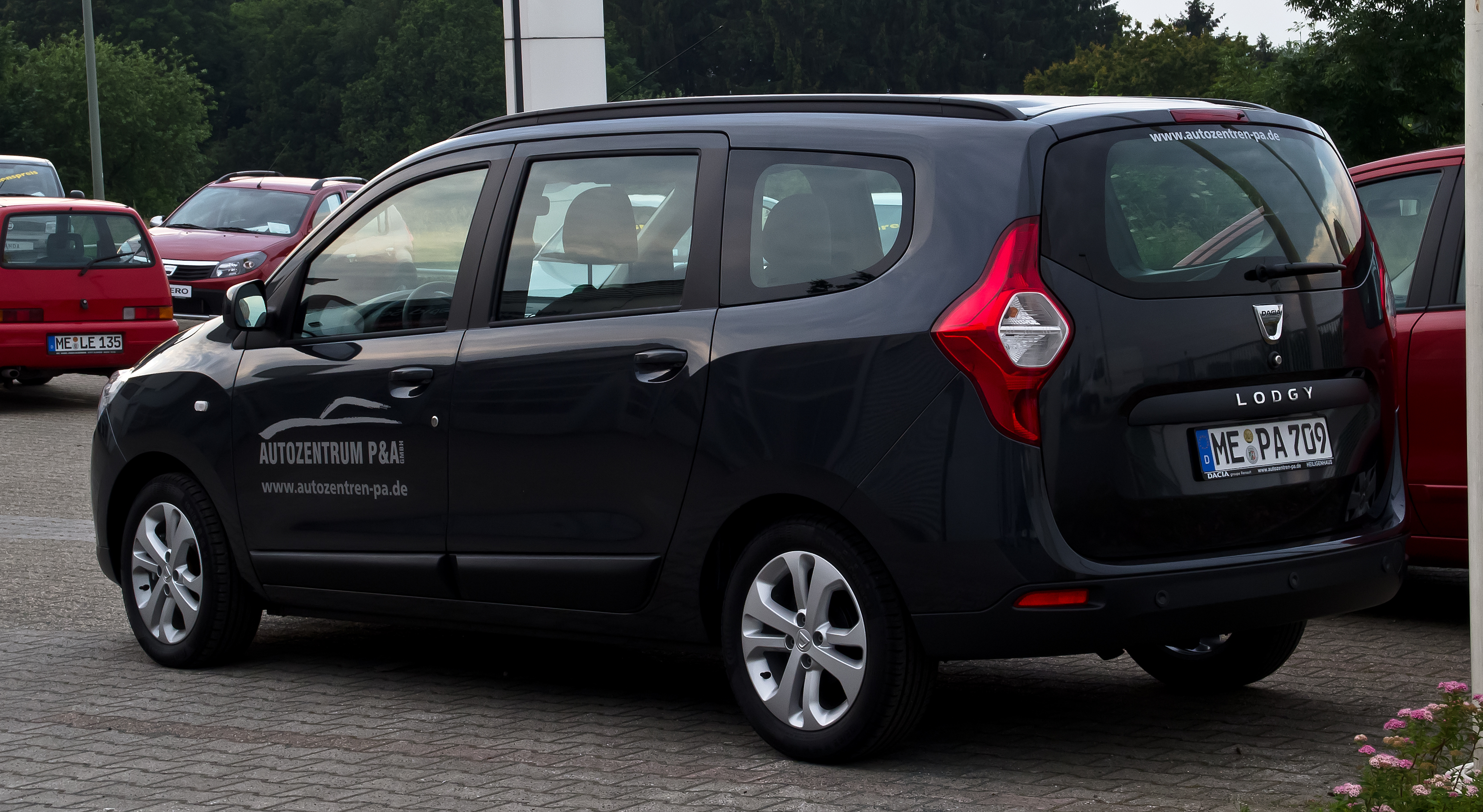
Dacia Lodgy przed liftingiem – tył

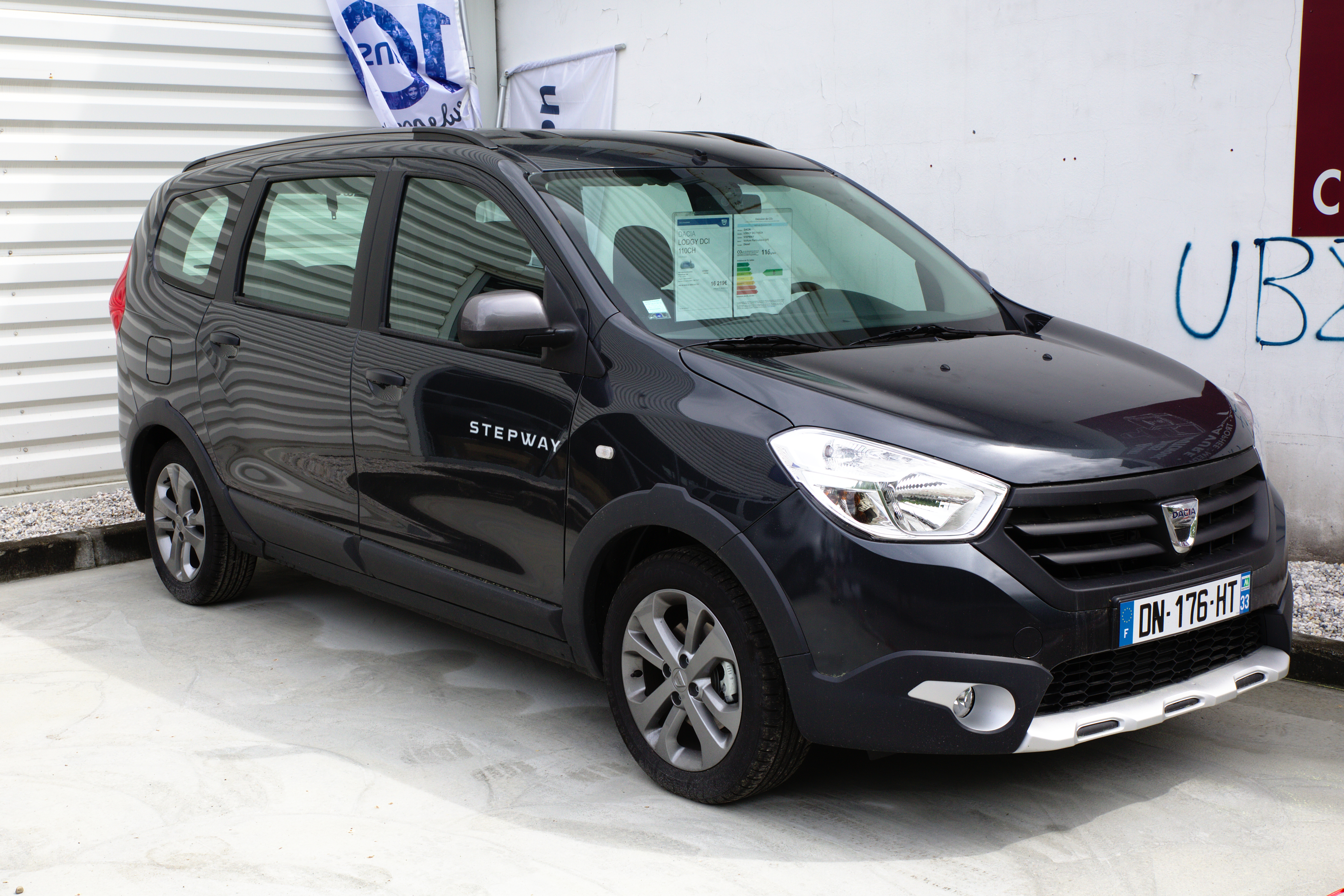
Dacia Lodgy Stepway

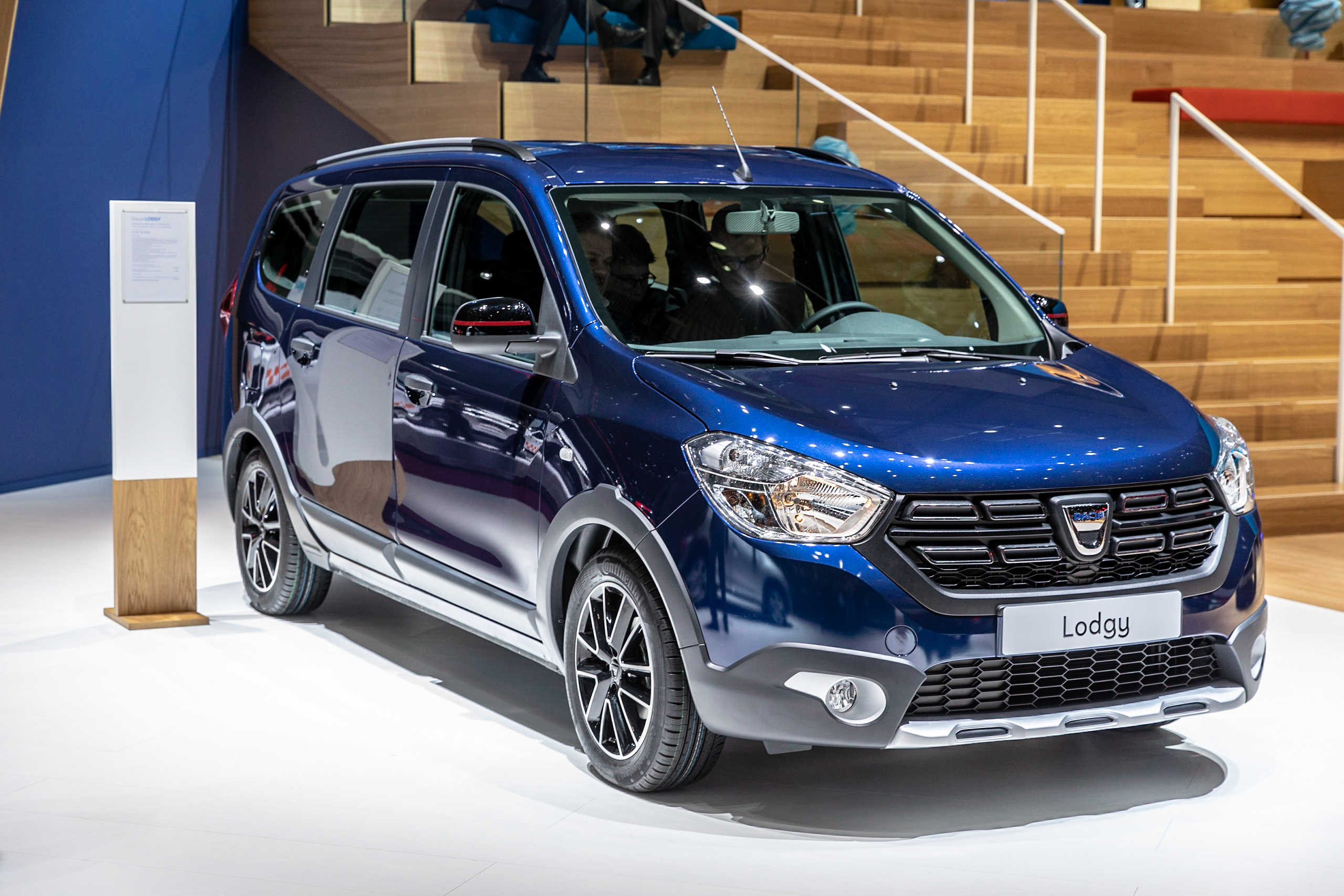
Dacia Lodgy Stepway po liftingu

Nazwa Lodgy pochodzi od angielskiego słowa lodge i ma podkreślać komfortowe warunki podróżowania. Auto powstało na fali poszerzania gamy motywowanego świetną sprzedażą modeli budżetowej marki Renault jako kontynuacja polityki marki oferowania przestronnego wnętrza z niską ceną aut. Samochód zaprezentowano podczas targów motoryzacyjnych w Genewie w 2012 roku. Model Lodgy zbudowany został na platformie Renault Grand Scenic.
W 2012 roku samochód został przetestowany pod kątem bezpieczeństwa przez Euro NCAP i zdobyło jedynie trzy gwiazdki. Samochód zdobył tytuł Rodzinnego Samochodu Roku 2012.
We wrześniu 2014 szef Dacii Arnaud Deboeuf przyznał na łamach francuskiego magazynu Auto Plus, że rodzinny minivan pojawił się na rynku zbyt późno i obecnie zapotrzebowanie na minivany na rynku europejskim sukcesywnie spada nie oszczędzając modelu Lodgy. Sprzedaż tego auta malała w drastycznym tempie – o 42,2% do 24 362 egzemplarzy w pierwszych 6 miesiącach 2014 roku. Marka rozważała przedwczesne zakończenie produkcji, jednak ostatecznie do tego nie doszło.

### Lodgy Stepway
We wrześniu 2014 roku Dacia zaprezentowała Lodgy w nawiązującej stylistycznie do crossovera odmianie Lodgy Stepway. Samochód otrzymał m.in. zmodyfikowane zderzaki i plastikowe listwy ochronne karoserii (na progach i nadkolach). Auto początkowo było dostępne z benzynowym silnikiem TCe o mocy 115 KM lub wysokoprężnym DCi rozwijającym 110 KM.

### Restylizacje
W 2016 roku samochód przeszedł drobną modernizację. Poprawiono m.in. wadliwe silniki 1.2 TCe. W 2017 roku samochód przeszedł kolejny lifting. Tym razem zmiany były o wiele szersze. Zmieniono atrapę chłodnicy, zmieniono klapę bagażnika, wprowadzono nowe wzory alufelg, we wnętrzu wprowadzono nową kierownicę, zmieniono także kratki wentylacyjne. Poszerzono również opcjonalne wyposażenie dodatkowe. Gama silnikowa pozostała bez zmian.
W 2019 roku samochód przeszedł kolejną, tym razem mniejszą modernizację sprowadzającą się do m.in. innego koła kierownicy czy nowego systemu multimedialnego. Zdecydowano się wycofać silniki benzynowe 1.6 SCe oraz 1.2 TCe, zastępując je innego rodzaju jednostkami 1.3 TCe o mocy 100 lub 130 KM.

### Wersje wyposażenia
- Access
- Ambiance
- Laureate
- Prestige
- Stepway
- Connected by Orange
- Techroad
- Celebration

Samochód wyposażyć można m.in. w system ABS z funkcją nagłego hamowania, ESP, elektroniczny układ kontroli toru jazdy (ESC), ogranicznik prędkości, trzy punktowe pasy bezpieczeństwa, zagłówki z regulacją wysokości, boczne poduszki powietrzne, system Isofix, system kontroli niezapięcia pasów (SBR), system multimedialny MEDIA NAV z dużym 7-calowym dotykowym wyświetlaczem, system Dacia Plug&Radio, system wspomagający parkowanie tyłem, komputer pokładowy, światła przeciwmgłowe, elektrycznie sterowane szyby i elektrycznie sterowane oraz podgrzewane lusterka, nawigację GPS, kolumnę kierownicy regulowaną na wysokość, fotel kierowcy z regulacją wysokości.

### Silniki[10]
| Silnik                | Pojemność skokowa [cm³] | Typ silnika        | Moc maksymalna [KM] przy obr./min | Maks. moment obrotowy [Nm] przy obr./min | Przyspieszenie 0–100 km/h [s] | Prędkość maks. [km/h] | Lata produkcji     |
| Silniki benzynowe:    | Silniki benzynowe:      | Silniki benzynowe: | Silniki benzynowe:                | Silniki benzynowe:                       | Silniki benzynowe:            | Silniki benzynowe:    | Silniki benzynowe: |
| --------------------- | ----------------------- | ------------------ | --------------------------------- | ---------------------------------------- | ----------------------------- | --------------------- | ------------------ |
| 1.6 MPI LPG           | 1598                    | R4, SOHC           | 82 KM (60 kW) przy 5000           | 134 Nm przy 2800                         | b.d.                          | b.d.                  | 2014 – 2016        |
| 1.6 MPI               | 1598                    | R4, SOHC           | 84 KM (62 kW) przy 5000           | 134 Nm przy 2800                         | 14,5                          | 160                   | 2012 – 2016        |
| 1.3 TCe               | 1333                    | R4, DOHC           | 102 KM (75 kW) przy 4500          | 200 Nm przy 1500                         | 11,4                          | 177                   | od 2019            |
| 1.6 SCe               | 1598                    | R4, DOHC           | 102 KM (75 kW) przy 5500          | 156 Nm przy 4000                         | 11,6                          | 172                   | 2015 – 2019        |
| 1.6 SCe LPG           | 1598                    | R4, DOHC           | 107 KM (79 kW) przy 5500          | 150 Nm przy 4000                         | 10,9                          | 185                   | 2017 – 2019        |
| 1.2 TCe               | 1197                    | R4, DOHC           | 115 KM (85 kW) przy 4500          | 190 Nm przy 1750                         | 10,6                          | 179                   | 2012 – 2019        |
| 1.3 TCe               | 1333                    | R4, DOHC           | 130 KM (96 kW) przy 5000          | 240 Nm przy 1600                         | 9,2                           | 193                   | od 2019            |
| Silniki wysokoprężne: |                         |                    |                                   |                                          |                               |                       |                    |
| 1.5 dCi               | 1461                    | R4, SOHC           | 90 KM (66 kW) przy 3750           | 200 Nm przy 1750                         | 13,1                          | 169                   | 2012 – 2018        |
| 1.5 Blue dCi          | 1461                    | R4, SOHC           | 95 KM (70 kW) przy 3750           | 220 Nm przy 1750                         | 12,4                          | 172                   | od 2018            |
| 1.5 dCi               | 1461                    | R4, SOHC           | 109 KM (80 kW) przy 4000          | 240 Nm przy 1750                         | 11,6                          | 175                   | 2012 – 2018        |
| 1.5 Blue dCi          | 1461                    | R4, SOHC           | 115 KM (85 kW) przy 3750          | 260 Nm przy 1750                         | 10,9                          | 185                   | od 2018            |

Od jesieni 2020 roku w Polsce z oferty wycofane zostały wersje benzynowe Dacii Lodgy, jednocześnie zostawiając w ofercie jedynie jednostkę wysokoprężną o pojemności 1,5 l i mocy 115 koni mechanicznych. Decyzja podyktowana była wchodzącymi w życie nowymi przepisami dotyczącymi czystości spalin.

## Lodgy Glace
- W 2011 roku zaprezentowano przedpremierową wersję Lodgy – Lodgy Glace – sportową odmianę na wyścig samochodów turystycznych STCC. Samochód wyposażono w 3.5 litrowy benzynowy, centralnie umieszczony silnik w układzie V6 o mocy ok. 355 KM[12].